# 自由髮則
《自由髮則》是美国女歌手Lady Gaga在第二张录音室专辑《天生完美》中的一首歌，由Gaga和RedOne合写和制作。《自由髮則》在2011年5月16日作为iTunes Store"Countdown to Born This Way"减价活动的促销单曲以数位下载形式向全球发布。之前的促销单曲是《The Edge Of Glory》（这首歌后来作为专辑单曲发布）。然而Gaga称《自由髮則》不打算作为专辑单曲发布，除非像《The Edge Of Glory》那样在iTunes Store 上面畅销。
Gaga称《自由髮則》像是金属乐队Kiss合唱团和铁娘子乐队的作品，并受布魯斯·斯普林斯廷影响。这首快节奏的club record受Gaga青少年时期父母干涉其穿着的经历的影响Gaga发现只有通过头发是唯一能够表达自己的方式，并将其描述为关于自由和自我改变之歌。歌词谈论了拥抱自己的发型，根本上是表达了自由的理念。《自由髮則》在The Monster Ball欧洲巡演期间录制。这首歌也含有来自克拉伦斯·克莱蒙斯的萨克斯管演奏。
《自由髮則》因其表达的自我解放、自我主义和赋权而受到赞誉，尽管有些人认为“头发”这一意象表达自由不太新颖。《自由髮則》在主要音乐市场入榜，在新西兰和苏格兰进入榜单前十。在其他的国家（包括美国市场的Billboard Hot 100）上面排在前二十。Gaga在早安美国、英国的Paul O'Grady Live、The Howard Stern Show上表演此歌。之后这首歌被加入Born This Way Ball的表演单。

## 背景和发布
《自由髮則》由Gaga和RedOne合写，歌名于2011年2月在Vogue杂志的访谈中透露。在The Graham Norton Show上面，Gaga解释了这首歌的创作来源：Gaga把头发类比为自由，并且头发是她身上唯一不受他人决定、能够自己改变的部位。根据某媒体在二月发布的消息，《自由髮則》另一灵感来自佩特·班纳塔的80年代音乐《We Belong》，并在主题上主要用了接近《Born This Way》的歌词。Gaga在Twitter账号上发了一条带视频的推文，进一步阐释了这首歌的灵感：“当我还是一个孩子的时候，每当我下楼时，父母会说，‘回到楼上，梳梳你的头发，换件衣服，你不能穿这个出门。’我感觉这就像是扼杀我的身份……我的头发是我的荣耀。它是我唯一可以改变自己的东西。”
最初《自由髮則》被打算在2011年5月16日作为专辑的第二支促销单曲发布（前一首为《The Edge Of Glory》），然而后来《The Edge Of Glory》因为大受欢迎、销量可观而作为专辑单曲发布，于是《自由髮則》就成为了第一支促销单曲。 Gaga称《自由髮則》不打算作为专辑单曲发布，除非像《The Edge Of Glory》那样在iTunes Store 上面畅销。 Gaga在2011年5月13日在Twitter上发布《自由髮則》的CD封面。封面为黑白两色，描绘了粉红头发的Gaga躺在地板上，穿着一件锋利的皮革装，上面有突出的乳头钉。封面由Nick Knight拍摄。当天晚些时候Gaga发推：“Born This Way Itunes Countdown活动将发布我的歌曲《自由髮則》于2moro 1pm PST。”Gaga在Twitter发了一句歌词："I'll dye living just as free as my Hair!"随后补充说“dye”应为“die”。

## 录制和作曲
在On Air with Ryan Seacrest访谈中，Gagaa说《自由髮則》是一首快节奏的俱乐部歌曲（up-tempo club record），并受布鲁斯·斯普林斯廷影响。同时她透露了克拉伦斯·克莱蒙斯参与了这首歌的萨克斯管演奏。包括金属乐队Kiss合唱团和铁娘子乐队的作品也是对《自由髮則》曲调的另一影响。 她在Seacrest's show上说《自由髮則》的作曲很有趣，因为它是带舞曲节拍的并置萨克斯（juxtaposing saxophone with a dance record）。 在WHTZ|Z-100的采访中她补充：“其中有些主题在这张专辑上由更大的拓广。To put my money where my mouth is.” 萨克斯独奏有对E Street Band和Bruce Springsteen音乐的参考；他们向她表现了另一种音乐体裁，同时又包含音乐所有不同元素。最终她决定让克拉伦斯·克莱蒙斯演奏萨克斯。

## 评论

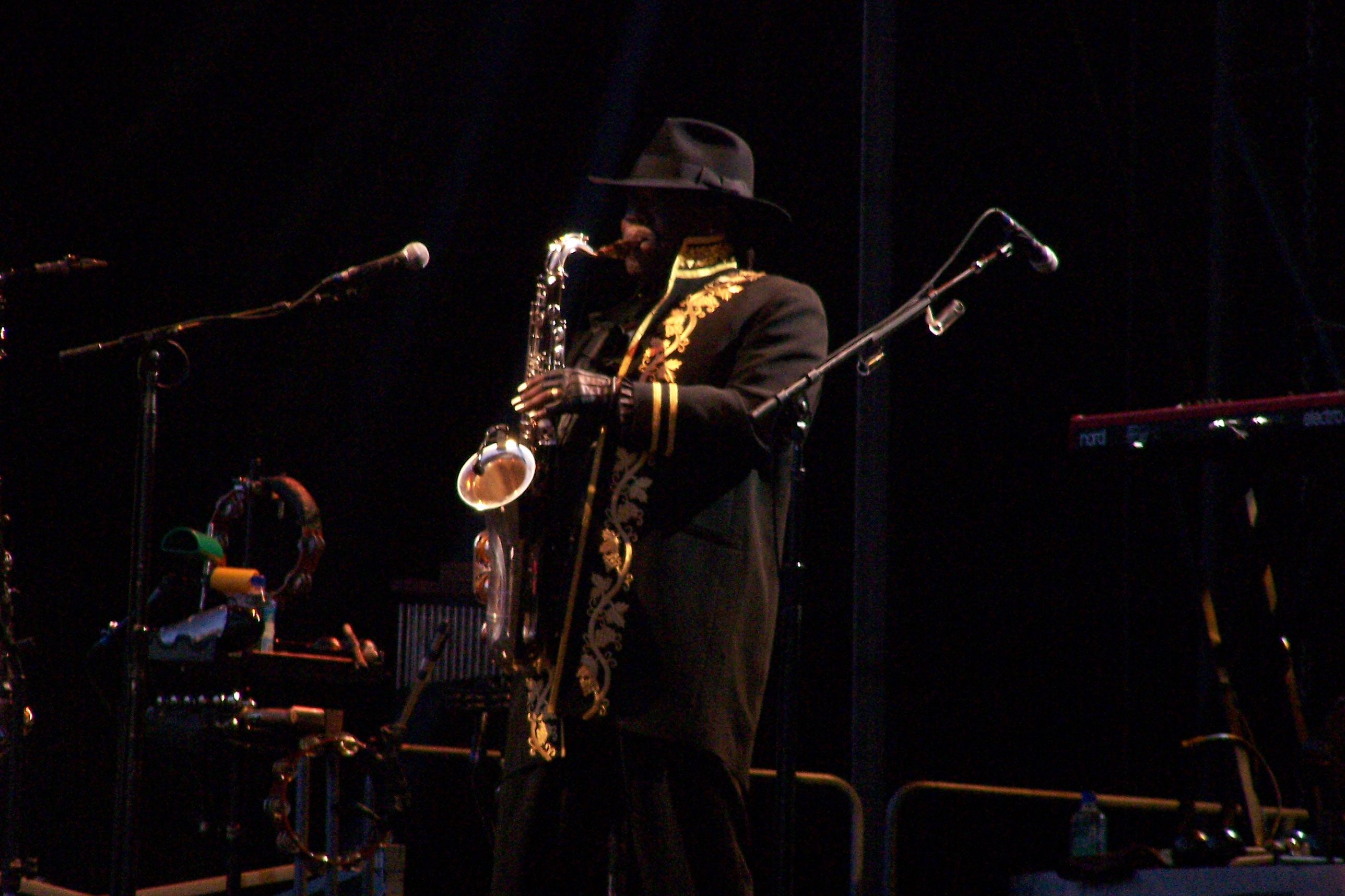
Clarence Clemons的萨克斯演奏这首歌的亮点之一。

《自由髮則》获得的评论大多为好评。在The Monster Ball Tour最后一站的开始前一小时，Gaga向Rolling Stone发了来自专辑《天生完美》的四首曲目，包括《无需多言》、《你和我》、《幸福边界》，来看看他们给的乐评。Matthew Perpetua写了一篇《自由髮則》的正面乐评，将其描述为“天生完美”的模中的另一首鼓舞人心的歌曲，但感觉比较怪诞，总结说这首歌将会变成“各地沙龙的圣歌”。同一媒体的Jody Rosen认为：“虽然Gaga不是第一个把自尊自由和自由发型联系在一起的歌手，但是是最以之为己任的。”NME的Dan Martin将其分类为一个赋权圣歌，用了“风吹头发”的意象比同名单曲更为简单地表明了这张专辑的“爱你自己并Let-It-All-Hang-Out”的信息。这首歌曲通过成为长期以来最gay的东西，再次打出王牌。卫报的Tim Jonze觉得这首歌传达的信息不是特别的新，毕竟60年代同名音乐剧也传达的同样信息。尽管他把部分歌词形容为“老调重弹”，他认为“这些缺点也可以成为优势，值得敬佩的是这首歌引导了迷惑中的青少年寻找自己的身份特性。”Leah Collins在The Vancouver Sun的报道中将其描述为"a pumping anthem designed to pump up your follicles with pride." 她补充说这首歌的总体感觉是复古舞曲（retro dance music）。
E! Online的Natalie Finn from对这首曲目感到失望，感觉专辑《天生完美》中发布的曲目虽然没有那么抓耳，他们都是关于一个同样主题“成为真正自我的重要性。噢，好，可能我们只是在等待下一个《Bad Romance》来让我们感觉飘飘欲仙，或是下一首《Speechless》让我们来哭泣，或者甚至下一首《Just Dance》让我们感觉舞力全开。”Billboard的Jason Lipshultz感觉这首歌是另一首个人主义圣歌，把Gaga的头发作为她狂野性格的隐喻。

## 现场表演

Gaga在早安美国表演《自由髮則》.

Gaga先后在早安美国、Paul O'Gardy、法国节目Taratata、台湾宣传演出、iHeart Radio Festival上表演了《自由髮則》。另外，这首歌也在Born This Way Ball 很多场次上表演过。

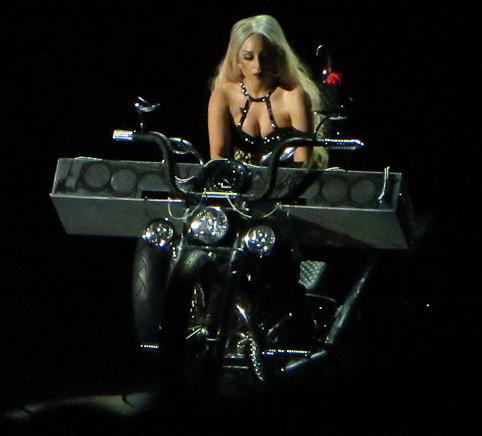
Lady Gaga 在Born This Way的香港站上表演《自由髮則》

在2011年9月24日的Gaga在iHeart Radio Festival的表演中，Gaga将这首歌献给不久前因同伴欺凌而轻生的同性恋青少年Jamey Rodemeyer ，后者在其人生最后时刻给Gaga发推文感谢Gaga。Gaga在演唱前说道：“这个星期我们痛失了一位小怪兽。我写这首歌是想表达：你的身份、你的个性真的就是你在学校所拥有的一切……所以，今晚，杰米，我知道你在天堂看着我们，你不是一个受害者……你给我们每个人都上了一课。这首歌不那么high，但是有时候做正确的事情比音乐更加重要。”

## 包含曲目
- 数位下载[25]

1. "Hair" – 5:08

## 参与人员
- Lady Gaga – 主唱，词曲作者，制作
- RedOne – 词曲作者，制作，人声编辑，声乐改编，背景人声，音频工程，乐器，编曲，录音（在欧洲旅游巴士）
- Trevor Muzzy – 吉他, 录音, 音频工程，人声编辑，混缩
- Dave Russell – 录音和音频工程
- Clarence Clemons – 萨克斯
- Gene Grimaldi – audio mastering

信息来源于《Born This Way》专辑内封。

## 榜单排名列表
| 排行榜 (2011年)             | 最高 名次 |
| --------------------------- | --------- |
| 澳大利亚单曲榜              | 20        |
| 比利时单曲榜 (法兰德斯地区) | 19        |
| 比利时单曲榜 (瓦隆尼亚地区) | 11        |
| 加拿大百强单曲榜            | 11        |
| 丹麦单曲榜                  | 29        |
| 芬兰下载榜                  | 21        |
| 法国单曲榜                  | 16        |
| 爱尔兰单曲榜                | 14        |
| 意大利单曲榜                | 5         |
| 荷兰百强单曲榜              | 15        |
| 新西兰单曲榜                | 9         |
| 挪威单曲榜                  | 5         |
| 苏格兰单曲榜                | 10        |
| 韩国加翁榜                  | 21        |
| 西班牙单曲榜                | 9         |
| 英国单曲榜                  | 13        |
| 美国告示牌百强单曲榜        | 12        |